# Parahollardia lineata
Parahollardia lineata är en fiskart som först beskrevs av Longley 1935.  Parahollardia lineata ingår i släktet Parahollardia och familjen Triacanthodidae. Inga underarter finns listade i Catalogue of Life.